# Конкрессо
Конкрессо́ (фр. Concressault) — коммуна во Франции, находится в регионе Центр. Департамент — Шер. Входит в состав кантона Вайи-сюр-Содр. Округ коммуны — Бурж.
Код INSEE коммуны — 18070.

## География
Коммуна расположена приблизительно в 155 км к югу от Парижа, в 70 км юго-восточнее Орлеана, в 50 км к северу от Буржа.
Через территорию коммуны протекает река Содр.

## Население
Население коммуны на 2008 год составляло 227 человек.
| 1962 | 1968 | 1975 | 1982 | 1990 | 1999 | 2008 |
| ---- | ---- | ---- | ---- | ---- | ---- | ---- |
| 224  | 261  | 232  | 216  | 236  | 214  | 227  |

## Администрация
| Период | Период | Фамилия        | Партия | Примечания |
| ------ | ------ | -------------- | ------ | ---------- |
| 2001   | 2008   | Жак Виллемен   |        |            |
| 2008   | 2014   | Анн-Мари Легра |        |            |

## Экономика
В 2007 году среди 133 человек в трудоспособном возрасте (15-64 лет) 95 были экономически активными, 38 — неактивными (показатель активности — 71,4 %, в 1999 году было 64,1 %). Из 95 активных работали 89 человек (48 мужчин и 41 женщина), безработных было 6 (3 мужчин и 3 женщины). Среди 38 неактивных 8 человек были учениками или студентами, 21 — пенсионерами, 9 были неактивными по другим причинам.

## Достопримечательности
- Приходская церковь Сен-Пьер (XII век). Исторический памятник с 2006 года[3]
  - 16 кресел со спинкой (XV век). Исторический памятник с 1908 года[4]
  - Картина XV века. Исторический памятник с 2006 года[5]
- Поместье Мулен-о-Риш (XVI век). Исторический памятник с 1987 года[6]
- Руины замка XIV века, разрушенного англичанами во время Столетней войны
- Две старых водяных мельниц
- Музей Sorcellerie